# Saint-Firmin, Meurthe-et-Moselle
Saint-Firmin är en kommun i departementet Meurthe-et-Moselle i regionen Grand Est (tidigare regionen Lorraine) i nordöstra Frankrike. Kommunen ligger i kantonen Haroué som tillhör arrondissementet Nancy. År 2022 hade Saint-Firmin 290 invånare.

## Befolkningsutveckling
Antalet invånare i kommunen Saint-Firmin
| Referens: INSEE |